# Kostel svatého Michaela archanděla (Krouna)
Farní kostel sv. Michaela archanděla v Krouně (někdy uváděn jako sv. Michaela či sv. Michala) je pozdně barokní jednolodní sakrální orientovanou stavbou v obci Krouna, která je situovaná při dřívější staré cestě od Čáslavi na Poličku a Brno. Kostel se zachovalým středověkým jádrem a věží z 15. století stojí ve výšce 543 metrů nad mořem na návrší nad obcí, na pravém břehu Krounky. S původní barokní zdí a barokní márnicí tvoří stavby kompaktní barokní celek. Tento celek spolu s přilehlým hřbitovem, poblíž stojící farou a budovou bývalé školy tvoří na návrší původní historické jádro obce.
Kostel, márnice a obvodová zeď hřbitova jsou chráněny jako kulturní památka České republiky.

## Historie
Současný kostel vznikl na místě starší dřevěné gotické stavby. Roku 1768 byl starý kostel stržen a v letech 1770 až 1773 postaven na náklady hraběte Filipa Kinského ve výši 8707 zlatých kostel nový. Věž zůstala zachována, ale její dřevěné podsebití v patře bylo r. 1844 nahrazeno kamenným.

## Architektura, exteriér

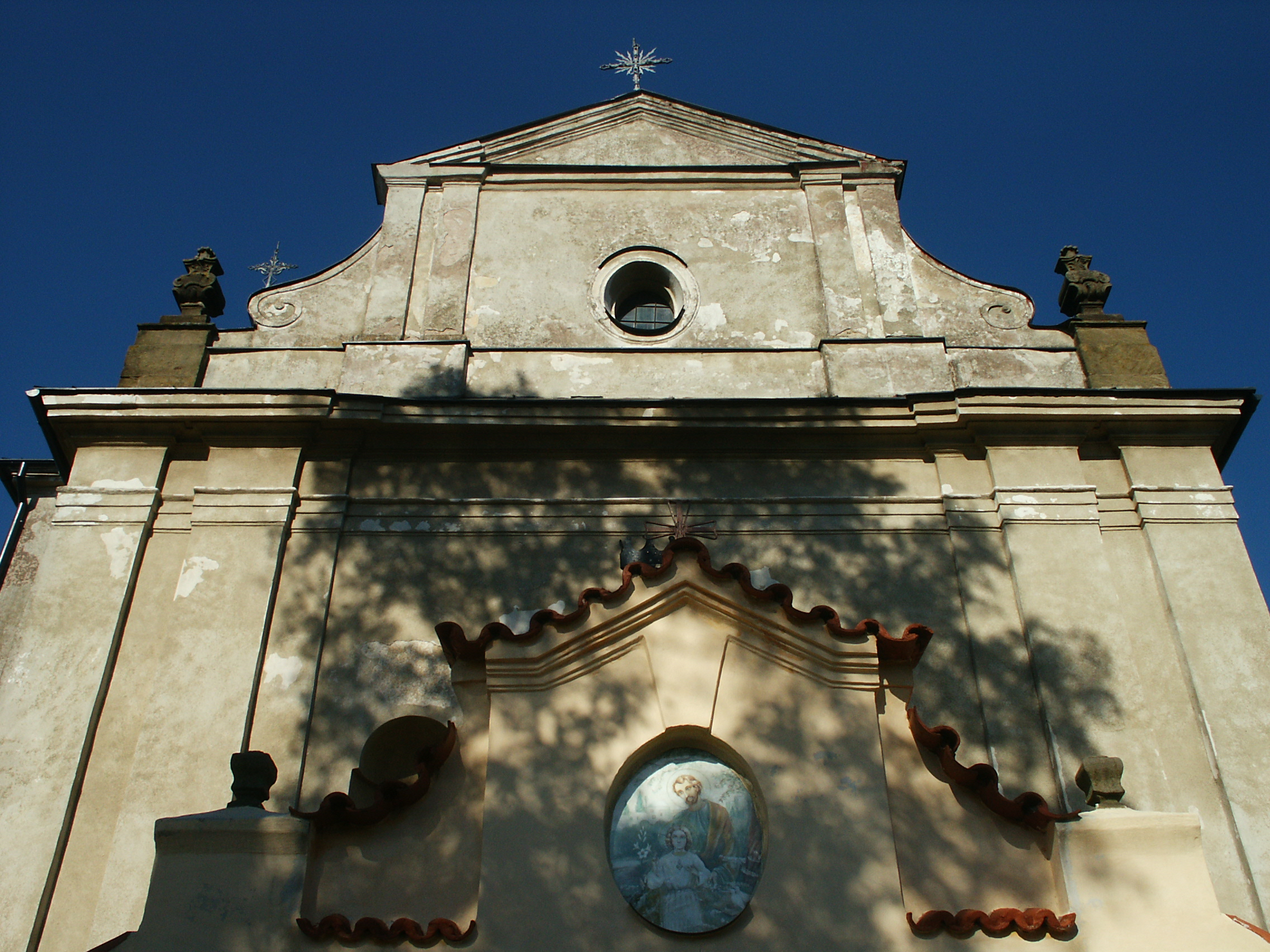
Kostel sv. Michaela v Krouně – pručelí

Kostel je jednolodní, podélný. Obdélná loď je členěna na část kruchtovou (zúženou při vstupu do kostela) a na dvě klenební pole hlavní lodi. Kněžiště má obdélné úzké pole s klenbou a polokruhový závěr. K prvnímu klenebnímu poli přiléhá na severní straně masivní hranolová věž čtvercového půdorysu. Její zdivo třikrát pravoúhle ustupuje až pod nejvyšší patro. Obsahuje střílnovitá okénka. Mezi věží a sakristií je vestavěna obdélná oratoř. Průčelí kostela je členěno na nárožích dvojicí pilastrů. Nad nimi je hlavní profilová římsa, která obíhá celý kostel. Průčelí je ukončeno štítem na zděné podezdívce, ukončené stejně vysokými sokly. Na nich jsou umístěny kamenné čtverhranné vázy, v obryse prohnuté. Nad podezdívkou se nachází obdélný štít. Ve středním poli je zabudované oválné slepé okno. Nad ním je ke zdi připevněna velká železná půlka koruny s pěti cípy s liliovitým ukončením. Krytina věže a závěru kostela je plechová, na lodi byla původně břidlice, nyní eternit. Závěr je klenut konchou s výsečemi, v mělké obdélné části placka. V roce 2018 firma Bororo v sanktusníkové vížce vyměnila nevhodné technické vybavení zvonu (o hmotnosti asi 35 kg z roku 1948 od neznámého autora) za nové. Zvon byl osazen novou dubovou hlavou, kovaným srdcem a zprovozněn elektrickým pohonem s lineárním motorem.

## Interiér
Dva oltáře pocházejí z let 1770 až 1780. Presbytář je krátký s nepatrně odsazeným půlkruhovým závěrem se sakristií po severní straně. Širší obdélná loď má předsazenou mělkou západní průčelní část. Stěny kostela člení pilastry, kladí a okna vrcholí půlkruhově, v patě oblouku lehce odskočena, dosti monumentální západní průčelí uprostřed s pravoúhlým portálem se zalamujícím se nadpražím, nad ním okno, po stranách výklenky. Při rozích průčelí se nachází dvojice pilastrů vysokého řádu, nad kladím vyrůstá štít s oválným oknem uprostřed, po stranách dvě dvojice pilastrů, volutová křídla, trojúhelný nástavec. Na krajích kladí stojí vázy.
Prostor sakristie uvnitř mírně zaoblený je zaklenut plackou. U sakristie ve zdi je zasazen náhrobní kámen s latinským nápisem: „Mœsto fato ab ardore necato caro parocho Prokop Requies sit œterna“; česky – Dopuštěním smutného osudu od ohně usmrcenému milému faráři Prokopu buď věčný pokoj. Text připomíná událost z roku 1800, kdy došlo k usmrcení místního faráře Prokopa.
Nad sakristií se nachází oratoř. Polokruhový vítězný oblouk. Rohy dvou obdélných polí lodi jsou šikmě okoseny, na rozhraní obou polí předstupují svazky pilastrů, na nichž je založen dělicí pás. Podkruchtí je rovněž zaklenuto plackou, po jeho severní straně přiléhá vřetenové schodiště. Z podvěží zaklenutého valeně s výsečemi se prochází půlkruhovým portálkem členěným výžlabkem mezi dvěma pásky do lodi. Severní přístavek je zaklenut valeně s pásem styčných výsečí s hřebínky. Kostelní zvony byly v obou světových válkách odebrány pro účely válečného průmyslu a na věži zůstal jediný, který pochází z roku 1529 a nese jméno Prokop. Výmalbu kostela provedl v roce 1906 malíř František Martinů (bratr hudebního skladatele Bohuslava).

## Vybavení
Vybavení kostela:
- obraz Panny Marie Pomocné, olej na plátně (žena v modrém plášti se zlatým lemováním, v rukou drží zcela oblečené dítě v rudém šatu, v levé ruce dítěte je kniha, v pravé drží zlaté jablko), 63 x 45 cm, dřevěný polychromovaný rám s vyřezávaným rokajovým nástavcem, pol. 18. století
- obraz Panny Marie s dítětem, olej na plátně (žena v modrém šatu pod červeným pláštěm, v ruce drží nahé dítě), 68 x 54 cm, dřevěný polychromovaný rám s pozlacenou zlatou linkou, pol. 18. století
- socha sv. Václava (vzpřímeně stojící postava světce s mečem, štítem s orlicí jako zemským symbolem, který přidržuje levou rukou, a praporcem v pravé ruce; přes bílý dlouhý a bohatě řasený šat má přehozený červený plášť), polychromované dřevo s pozlacenými detaily, výška 134 cm, 2. pol. 19. století
- socha sv. Jana Nepomuckého (stojící postava v kanovnickém rouchu s biretem a pěti hvězdičkami kolem hlavy; v obou rukou drží krucifix), polychromované dřevo s pozlacenými detaily, výška 125 cm, 2. pol. 19. století
- socha sv. Cyrila (stojící postava v mnišském hábitu, v levé ruce drží skříňku s ostatky sv. Klimenta, v pravé ruce drží kříž), polychromované dřevo s pozlacenými detaily, výška 142 cm, 2. pol. 19. století
- socha sv. Metoděje (stojící postava v biskupském rouchu s mitrou a berlou; v levé ruce drží "Knihu života" v podobě desky, pravá ruka, o kterou je opřena berla, je vztyčená v přísahajícím gestu), polychromované dřevo s pozlacenými detaily, výška 138 cm, 2. pol. 19. století
- socha Nejsvětějšího Srdce Páně (zobrazení Krista v bílém nařaseném rouchu a červeném plášti), polychromované dřevo s pozlacenými detaily, výška 220 cm, poč. 20. století
- varhany, polychromované dřevo s pozlacenými detaily, 2. pol. 19. století
- Boží hrob, polychromované dřevo s pozlacenými detaily, 4. čtvrtina 19. století
- krucifix, polychromované dřevo, výška 300 cm, korpus s výškou 130 cm, 4. čtvrtina 19. století
- obrazy křížové cesty, oleje na plátně, 85 x 60 cm, rámy dřevěné, lišty s pozlacenými detaily, 2. pol. 19. století
- obraz Kristus v Getsemanské zahradě, olej na plátně, 200 x 120 cm, dřevěný rám, kol. r. 1900

Obrazy představují velmi významný doklad vysoké úrovně barokního malířství oblasti v 18. století.

## Varhany
Jednomanuálové varhany s pedálem byly předány 15. 5. 1801, vytvořil je varhanář Matěj Karel Horák z Kutné Hory Pseudobarokní nástroj s hnědým a do okrova laděným mramorováním. Korpus pozitivu dominuje kruchtě nad vchodem do kostela. Skříň varhan je trojdílná s předstupující a převyšující střední částí. Spodní i horní části skříně jsou ohraničeny výrazně profilovanou a ostře zalamovanou římsou. Skříň a obě boční strany zdobí bohatě řezbovaná zlacená křídla s rozvilinovými akantovými motivy a páskou. V havarijním stavu varhan bylo roku 2011 vyhlášena veřejná sbírka na opravu. Roku 2014 nástroj restauroval varhanář Dalibor Michek.

## Zajímavost
Nad vchodem do kostela je umístěna velká železná půlka koruny (jako připomínka přítomnosti krále Vladislava II., když tudy táhl do Uher), která se vztahuje k pověsti o vzniku jména Krouny (zkomolením ze slova koruna). Nutno však připomenout, že určitá dobová podoba jména Krouna zde již existovala dříve.

## Okolí kostela
Kolem hřbitova je omítnutá ohradní zeď. Vstupní průčelí branou ke kostelu je zajímavě architektonicky řešeno. Půlkruhový oblouk po stranách liseny, nad ním štítek s vykrojenými rameny a dvojbokým završením, jehož římsy dole přesahují, oválné vpadlé pole s obrázkem patrona kostela sv. Michaela. Po obou stranách branky je ohradní zeď v delším úseku symetricky stlačeně vpadlá, přechod do rovného průběhu je zaoblen. Další dvě branky jsou novodobé, kované, od akademického sochaře Pavla Krbálka - velmi kvalitní z let 1960-61. Ohradní zeď je krytá dvěma řadami borovek.
Součástí ohradní zdi je v blízkosti vstupní brány márnice. Jedná se o jednoduchou zděnou přízemní stavbu s obdélníkovým půdorysem, s jedinou osou (vstupní), vápennou omítkou okrové barvy. Zaklenutý vchod má dvojité výplňové dveře. Na římse, na nárožích a na ostění dveří je omítka hlazená, ostatní omítka je hrubovaná. Římsa je náběhová, která s lícem zdiva splývá jednoduchým ozdobným profilem. Střecha je polovalbová. Na průčelí směrem ke komunikaci je mezi dvěma středovými lisenami plastický kříž.